# نعيمة بنواكريم
نعيمة بنواكريم (مواليد 1961، الدار البيضاء) كاتبة نسائية مغربية وفاعلة حقوقية، عضوة بالمجلس الوطني لحقوق الإنسان في المغرب. وخبيرة في مجال النوع الاجتماعي وحقوق الانسان والتنمية.

## سيرة
ساهمت في الحركة النسائية المغربية، وتحملت عدة مسؤوليات في مؤسسات حكومية وغير حكومية، وكانت لها عدة أراء منها رأيها بخصوص الوضع القانوني للهيئة المكلفة بالمناصفة ومكافحة جميع أشكال التمييز المنصوص عليها في الدستور، والتي ارتأت نعيمة بنواكريم أن تكون لها صفة شبه قضائية وآراؤها إجبارية وتتمتع بوضع مستقلة.
ساهمت في إنشاء نوادي لمحو الأمية لصالح المرأة في مراكز الشباب لوزارة الشباب والرياضة. كما ساهمت في المرافعة التي قامت بها نساء «ربيع المساواة» من أجل إصلاح مدونة الأحوال الشخصية، من المهام التي تقلدتها.
- مستشارة لحقوق المرأة والمجتمع المدني  في مكتب وزير حقوق الإنسان (1998)

- عملت في ديوان الوزير المكلف بأوضاع المرأة وحماية الأسرة والطفولة، (2000)
- عملت في مؤسسات وطنية معنية بحقوق الإنسان (ديوان وزير حقوق الإنسان، هيئة الإنصاف والمصالحة، ثم المجلس الاستشاري لحقوق الإنسان) 2004
- عضو في الهيئة المركزية للوقاية من الرشوة.
- ناشطة سابقة في عدد من الجمعيات النسائية والحقوقية ومجموعة من الشبكات العاملة للنهوض بأوضاع المرأة.
- رئيسة سابقة للنسيج الجمعوي (L’Espace Associatif – Maroc).
- كما عملت كمديرة سابقة للحماية في المجلس الوطني لحقوق الإنسان وهي حاليا تعمل كخبيرة في مجال النوع الاجتماعي، وحقوق الإنسان والتنمية.[3][4]

## مؤلفات
- بنواكريم نعيمة (2017). تجربة الحركة النسائية المغربية.